# Герб Ставрово
Герб городского поселения «Посёлок Ставрово» Собинского района Владимирской области Российской Федерации.
Герб утверждён Решением Совета народных депутатов посёлка Ставрово № 46/316 от 24 апреля 2008 года.
Герб внесён в Государственный геральдический регистр Российской Федерации под регистрационным номером 4154.

## Описание герба
« В серебряном поле пурпурный крест, накрытый ободом зубчатого колеса переменных цветов; середина и нижнее плечо креста поверх нижнего края обода обременены золотым крылатым кадуцеем (жезлом Меркурия)».
Герб посёлка Ставрово, в соответствии с Законом Владимирской области от 6 сентября 1999 года N 44-ОЗ «О гербе Владимирской области» (Статья 6), может воспроизводиться в двух равнодопустимых версиях:
 — без вольной части;
 — с вольной частью — четырёхугольником, примыкающим изнутри к верхнему левому углу герба посёлка Ставрово с воспроизведёнными в нем фигурами из герба Владимирской области.
Герб посёлка Ставрово в соответствии с «Методическими рекомендациями по разработке и использованию официальных символов муниципальных образований», утверждёнными Геральдическим советом при Президенте Российской Федерации 28.06.2006 года, может воспроизводиться со статусной короной установленного образца.

## Описание символики
Ставрово впервые упоминается как дворцовое село в 1515 году. В писцовых книгах 1650 г. оно уже значится в числе вотчин московского Вознесенского девичьего монастыря. Первоначальное название села — «Крестово», дома в нем были расположены в две улицы, образующие крест. Однако помещица, некогда владевшая этими землями, решила село переименовать, а так как крест по-гречески — «ставрос», то и получилось Ставрово. В 1958 г. Ставрово преобразовано в рабочий посёлок. Успенская церковь, расположенная в посёлке и освящённая в 1798 году, действует и по настоящее время.
Современная жизнь посёлка тесно переплетена с деятельностью ОАО «Ставровский завод автотракторного оборудования».
И прошлое, и настоящее нашло отражение в гербе посёлка.
Крест — гласный символ названия посёлка. Символика креста многозначна:
 — символ духовности жителей посёлка, символическое отражение Успенской церкви и принадлежности бывшего села Вознесенскому монастырю;
 — символ олицетворения единства противоположностей. Вертикальная часть креста — это небесная, активная, мужская составляющая; горизонтальная — земная, рациональная, женская составляющая;
 — символ страдания, муки;
 — символ борьбы всего положительного с отрицательным, высшего с низшим, жизни и смерти.
 — символ чередования времён года, суток, цикличности жизни и бытия.
Зубчатое колесо (шестерня) — символ движения, технического прогресса, символически отражает основное предприятие посёлка. Перемена цвета в зубчатом колесе (то пурпур, то серебро) аллегорически отражает ритм жизни, взлёты и падения, светлые и тёмные её стороны.
Жезл Меркурия (крылатый кадуцей Гермеса — Меркурия) — символ торговли и развития, символизирует Ставрово как старинное торговое, зажиточное купеческое село.
Серебро — символ чистоты, ясности, открытости, божественной мудрости, примирения.
Пурпур как символ древности, благородства происхождения — символизирует первоначальную принадлежность села царскому двору. Пурпурный цвет символизирует также почёт, славу, величие, власть.
Герб разработан при содействии Союза геральдистов России.
Авторская группа: идея герба — Сергей Войтюк (Ставрово), Людмила Павлова (Ставрово), Николай Моисеев (Ставрово), Константин Моченов (Химки); художник и компьютерный дизайн — Оксана Афанасьева (Москва); обоснование символики — Вячеслав Мишин (Химки).